# Antonín Vála
Antonín Vála (14. prosince 1904 – ???) byl český a československý politik Československé strany národně socialistické a poslanec Prozatímního Národního shromáždění.

## Biografie
V roce 1946 se profesně uvádí jako bývalý horník a železničář.
V letech 1945–1946 byl poslancem Prozatímního Národního shromáždění za národní socialisty. V parlamentu setrval až do parlamentních voleb v roce 1946.
Po únorovém převratu byl politicky pronásledován. Roku 1950 byl odsouzen v politickém procesu k těžkému doživotnímu žaláři. Uváděl se tehdy jako bývalý vrchní asistent ČSD. Bydlel v Mostu. Za vinu mu bylo mimo jiné kladeno, že na jaře 1949 měl navštívit Fráňu Zemínovou jako představitel protistátní skupiny.